# The East
The East (bra: O Sistema) é um filme de 2013 de suspense, drama e espionagem dirigido por Zal Batmanglij. Teve sua estreia no Festival Sundance de Cinema de 2013.

## Enredo
Jane (Brit Marling), uma operadora da firma de inteligência privada Hiller Brood, é designada por sua chefe Sharon (Patricia Clarkson) para se infiltrar em "O Sistema", uma organização ativista, anarquista e ecologista que lançou vários ataques contra corporações na tentativa de expor sua corrupção. Chamando-se Sarah, ela se junta a moradores locais em passeios de trens, e quando um vagabundo, Luca, a ajuda a escapar da polícia, ela identifica o símbolo de The East pendurado no espelho do carro de Luca. Sarah causa uma lesão no próprio braço, que ela diz que foi causada na fuga, para que Luca possa obter atendimento médico para ela. Ele a leva para uma casa abandonada no bosque, onde os membros do Sistema vivem e um deles, Doc, trata seu corte.
Sarah pode levar duas noites para se recuperar antes de deixar o local. Em um jantar elaborado envolvendo camisas-de-força, Sarah é testada e falha, expondo o quanto ela e muitos outros vivem suas vidas de forma egoísta. Sarah é pega uma noite quando espia Eve, que é surda, e tem uma conversa em linguagem de sinais com ela. Sarah diz a Eve que ela é uma agente secreta e ameaça Eve com a prisão se ela ficar com o grupo; Eve sai na manhã seguinte.
Sarah é recrutada para preencher o papel do membro ausente em um "atolamento", que é um termo antiquado para uma ação direta. Depois de ver a eficácia da compota farmacêutica, agravada pela sua crescente atração pelo carismático Benji (Alexander Skarsgård), Sarah questiona gradualmente as bases morais de sua missão disfarçada. Sarah relutantemente participa no próximo atolamento do Sistema e começa a descobrir que cada membro foi pessoalmente prejudicado por atividades corporativas. Por exemplo, Doc foi envenenado por um antibiótico fluoroquinolona e seu neurossistema está degenerando. The East se infiltra numa festa de fantasia para os altos executivos da empresa farmacêutica responsável pelo envenenamento de Doc e coloca uma dose forte do antibiótico de risco no champanhe de todos. The East anuncia esta ação via YouTube e com o tempo a mente e o corpo de um executivo começam a degenerar, como um efeito colateral do antibiótico, revelando publicamente os riscos extremos da droga.
Outro membro do East, Izzy (Elliot Page) é filha de um CEO petroquímico. O grupo usa a conexão pai/filha para obter acesso íntimo ao CEO e obriga-o a tomar banho no canal que ele tem usado como um aterro tóxico. Esta confusão vai mal quando guardas de segurança chegam e atiram em Izzy nas costas quando ela e os outros fogem. De volta ao acampamento, por causa de seu envenenamento, as mãos de Doc tremem demais para ele realizar uma cirurgia em Izzy. Sarah oferece para fazê-lo para ele e ele diz-lhe o que fazer. Ela consegue remover a bala do abdômen de Izzy, mas Izzy morre e é enterrada perto da casa do East.
Embora Sarah e Benji tenham se aproximado e Sarah implora para ele simplesmente desaparecerem, ele insiste que eles vão juntos para completar a missão. Sarah sw recusa no início, mas finalmente cede e os dois começam uma longa viagem, durante o qual Sarah cai no sono. Quando ela acorda, ela percebe que Benji está levando-a para a sede de Hiller Brood, fora de Washington, DC. Ele revela que sempre suspeitou dela ser um agente de Hiller Brood, e que Luca também pensou nisso, mas a trouxe como um teste. Benji quer que Sarah obtenha uma lista da NOC dos agentes de Hiller Brood em todo o mundo, que será a terceira e última tarefa do The East, para então "assisti-los".
Tendo conseguido a lista da NOC usando o cartão de memória de seu telefone celular, Sarah encontra Sharon no corredor. Ela confronta Sharon sobre as atividades da empresa, revelando assim suas novas lealdades. Sharon tem o celular de Sarah confiscado quando ela sai do prédio. Como Hiller Brood estava compartilhando informações sobre suas atividades com o FBI, o esconderijo do East é invadido e Doc é preso.
Ele se sacrifica para garantir a fuga dos membros restantes. Sarah diz a Benji que ela não conseguiu a lista da NOC. Benji revela que ele quer usar a lista para expor publicamente todos os agentes de Hiller Brood. Desde que eles são secretos, no entanto, é provável que eles poderiam ser mortos. Sarah escolhe não fugir com Benji. Ela e Benji participam de uma parada de caminhão, depois Benji sai do país. Na verdade, Sarah tem a lista da NOC (porque não estava em seu telefone, ela tinha engolido o cartão de memória em vez disso). É claro que seu tempo de disfarce com o East a mudou. O filme termina com um epílogo de seu contato pessoal com seus ex-colegas de trabalho (aqueles disfarçados) e tentando demonstrar o que os criminosos corporativos clientes da Hiller Brood querem proteger.
Ela espera mudar a mente de cada operadora sobre suas atividades secretas e talvez juntar-se a ela no ativismo ecológico. Ela está prestando tributo às coisas que The East acredita e tenta fazer a diferença em seu próprio caminho, sem causar danos a ninguém.

## Elenco
- Brit Marling - Sarah Moss/Jane Owen
- Alexander Skarsgård - Benji
- Elliot Page - Izzy
- Toby Kebbell - Doc / Thomas Ayres
- Shiloh Fernandez - Luca
- Julia Ormond - Paige Williams
- Patricia Clarkson - Sharon
- Jason Ritter - Tim
- Danielle Macdonald - Tess
- Billy Slaughter - Trevor "The Fed"
- Wilbur Fitzgerald - Robert McCabe
- Aldis Hodge - Thumbs
- Billy Magnussen - Porty McCabe
- Jamey Sheridan - Richard Cannon

## Recepção
No consenso do agregador de críticas Rotten Tomatoes diz: "Tenso, pensativo e habilmente ritmado, The East é um suspense político que nunca perde de vista o elemento humano." Na pontuação onde a equipe do site categoriza as opiniões da grande mídia e da mídia independente apenas como positivas ou negativas, o filme tem um índice de aprovação de 76% calculado com base em 149 comentários dos críticos. Por comparação, com as mesmas opiniões sendo calculadas usando uma média aritmética ponderada, a nota alcançada é 6,7/10.
Em outro agregador, o Metacritic, que calcula as notas das opiniões usando somente uma média aritmética ponderada de determinados veículos de comunicação em maior parte da grande mídia, tem uma pontuação de 68/100, alcançada com base em 26 avaliações da imprensa anexadas no site, com a indicação de "revisões geralmente favoráveis".